# Mark Pryor
Mark Lunsford Pryor, mais conhecido como Mark Pryor ( Fayetteville, 10 de janeiro de 1963) é um político e advogado norte-americano, que serviu como senador por Arkansas de 2003 a 2015. É membro do Partido Democrata. Seu assento no senado já foi ocupado por seu pai, David Pryor, entre 1979 e 1997.
Ele era visto como um progressista num estado majoritariamente conservador como o Arkansas. Assim, em 2014, foi derrotado por Tom Cotton, um político bem mais a direita do que ele.